# DFW R.I
DFW R.I (định danh công ty: DFW T26) là một mẫu thử máy bay ném bom của Đế quốc Đức trong Chiến tranh thế giới I.

## Tính năng kỹ chiến thuật
Dữ liệu lấy từ The German Giants
Đặc tính tổng quan
- Kíp lái: > 5
- Chiều dài: 17,6 m (57 ft 9 in)
- Sải cánh: 30,5 m (100 ft 1 in)
- Chiều cao: 6 m (19 ft 8 in)
- Diện tích cánh: 186 m2 (2.000 foot vuông)
- Trọng lượng rỗng: 6.800 kg (14.991 lb)
- Trọng lượng có tải: 9.400 kg (20.723 lb)
- Động cơ: 4 × Mercedes D.IV kiểu động cơ piston thằng hàng 8 xy lanh, làm mát bằng nước, 164 kW (220 hp) mỗi chiếc
- Cánh quạt: 4 x 2-lá

Hiệu suất bay
- Vận tốc cực đại: 120 km/h (75 mph; 65 kn)
- Vận tốc lên cao: 1,7 m/s (330 ft/min)
- Tải trên cánh: 51,7 kg/m2 (10,6 lb/foot vuông)

Vũ khí trang bị

- Súng: Súng máy
- Bom: 2.600kg bom